# Veguillas
Veguillas es una localidad española del municipio de Cogolludo, perteneciente a la provincia de Guadalajara, en la comunidad autónoma de Castilla-La Mancha.

## Geografía
Veguillas se encuentra en la falda suroccidental del monte Cabeza Redonda y al sur de la sierra Gorda. En torno al pueblo hay numerosos parajes como Valdetarro, El Hontanar, La Fresneda, El Cuende, La Isilla, El Robledillo y Las Arenas, donde existe una zona de baño, y tres fuentes, la del Collado, la de los Borrachos y la de las Canalejas. En la Fresneda, cerca de Veguillas, nace el río Aliendre, que tras un corto recorrido desagua en el río Henares en las proximidades de la antigua Caesada romana. Los montes de Veguillas son Cabeza Redonda, donde se ubica la antigua caseta de guardabosques, el alto de la Cabeza, el Atalaya, donde hay gran cantidad de fósiles en sus faldas, el cerro San Vicente y el Cabezuelo.
Cercanos a la localidad hay unos pinares donde habitan corzos, jabalíes, zorros, conejos y perdices, y que es propicio para la recolección de setas en otoño. En primavera florece la jara, lo que propicia la producción de miel.
Veguillas se encuentra diariamente conectada con Guadalajara y Madrid a través de una línea regular de autobuses cuya concesión la tiene la empresa Samar.

## Historia
Antes de la conquista por parte de Alfonso VI de Castilla en el año 1080, ya existía este conjunto de casas. Posteriormente, se refieren a este lugar como Beguiellas de Nuño Fligent o Beguellas do Munno Flaçente. Del año 1354 hay escritos de pequeños problemas por la leña con la tierra de Atienza y con la tierra de Hita, apareciendo en ellos como representante de Veguillas un tal Juan Ballesteros.
A mediados del siglo XIX, el lugar, por entonces con ayuntamiento propio, tenía contabilizada una población de 119 habitantes. Aparece descrito en el decimostercer volumen del Diccionario geográfico-estadístico-histórico de España y sus posesiones de Ultramar de Pascual Madoz de la siguiente manera:

VEGUILLAS: l. con ayunt. en la prov. de Guadalajara (7 leg.), part. jud. de Atienza (5), aud. terr. de Madrid (17), c. g. de Castilla la Nueva, dióc. de Toledo (28): sit. en el declive de un cerro pedregoso que le resguarda del viento N. Tiene 60 casas; la consistorial que sirve de cárcel; escuela de instruccion primaria á cargo de un maestro, dotado con 27 fan. de trigo; una fuente de abundantes y buenas aguas; una igl. (San Martin) aneja de la parr. de Monasterio. confina el térm. con los de Robredarcas, S. Andrés del Congosto, Cogolludo y Monasterio; dentro de él se encuentran varios manantiales de buenas aguas: el terreno bañado por 2 arroyuelos, es de buena calidad. caminos: los de carretas que conducen de los pinares de Galve á Madrid, y los locales, todos en mal estado. correo: se recibe y despacha en Cogolludo. prod.: cereales, legumbres, patatas y pastos, con los que se mantiene ganado lanar, cabrío y vacuno. ind.: la agrícola y recriacion de ganados. pobl.: 52 vec., 119 alm. riqueza imp.: 35,000. contr.: 1,792.
(Madoz, 1849, p. 634)

El 24 de enero de 1937, después de dominar las posiciones del alto de la Mata y del Cabeza Redonda desde donde se avanzó hacía Alcorlo y Cogolludo, el Batallón mixto de Requetés-Falange y voluntarios de Rioja y Soria (antigua Agrupación Herreros de Tejada) entero se trasladó a Veguillas para ocupar las posiciones de Monasterio y el monte de Muriel en las cercanías de Jócar.
En 1973, el Ayuntamiento de Veguillas solicitó al gobernador civil la anexión al vecino municipio de Cogolludo debido a la incipiente despoblación, aunque en contra de muchos de los que por motivos de trabajo estaban desplazados a las ciudades como Madrid y Guadalajara.[cita requerida] La incorporación de Veguillas a Cogolludo fue aprobada finalmente en 1975.
En 1991 se creó la Asociación de Vecinos de Veguillas y la Asociación Cultural Amigos de Veguillas con fines de gestionar algunos recursos para el pueblo y mantener sus costumbres.

## Demografía
| Gráfica de evolución demográfica de Veguillas entre 1842 y 1970 |
| |
| Población de derecho según los censos de población del INE Población de hecho según los censos de población del INEEntre el censo de 1981 y el anterior, este municipio desaparece porque se integra en el municipio Cogolludo |

## Patrimonio
La iglesia de San Pedro Apóstol, dedicada a San Martín.

## Fiestas
Durante el mes de mayo se celebran las fiestas de San Isidro y de Virgen de Fátima, esta última con el pueblo vecino de Monasterio. En la primera semana del mes de agosto se celebra la fiesta de San Martín, de mayor afluencia. La gran afluencia de público en las fiestas de San Martín hace de ellas una de las más destacadas de la comarca.